# R4600

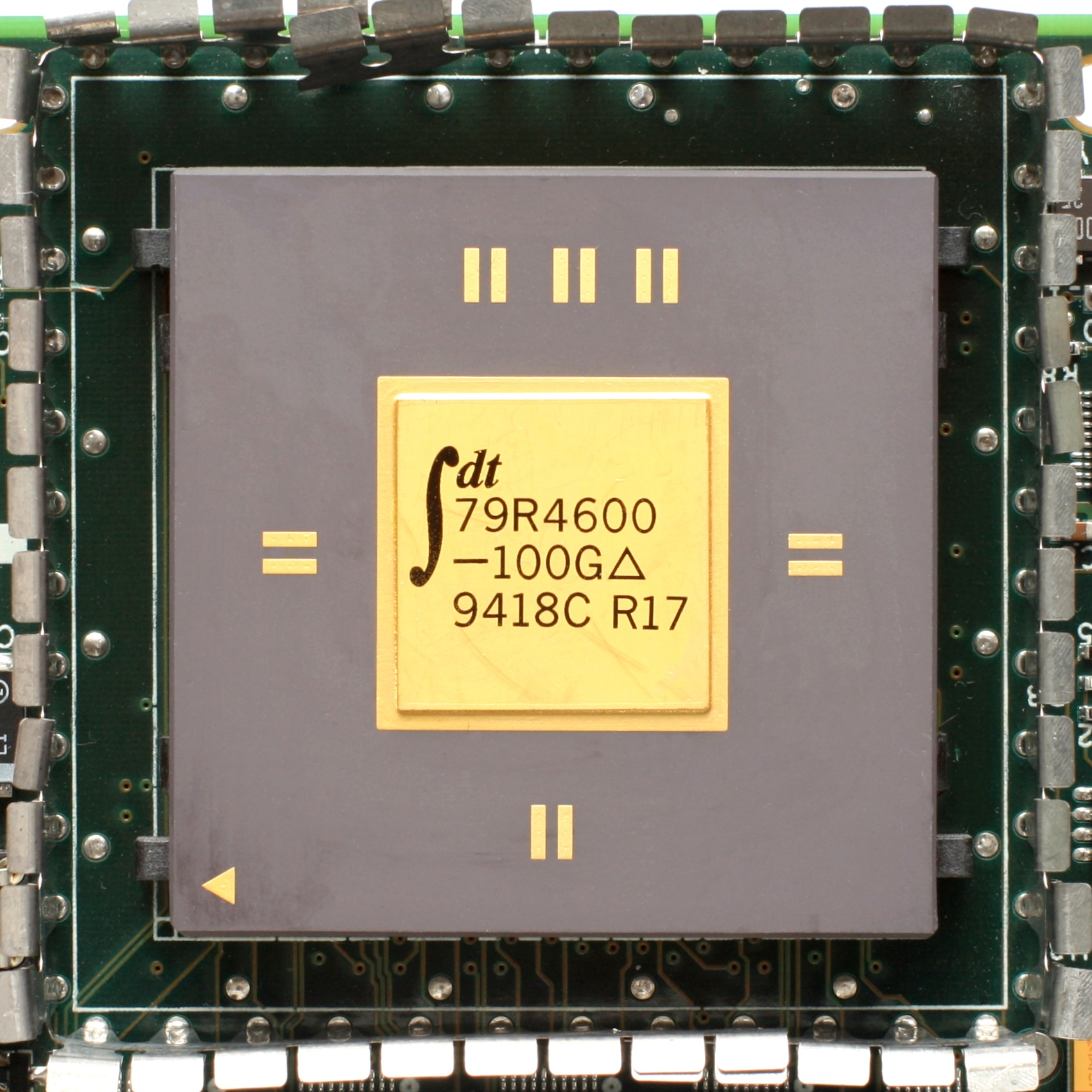
IDT R4600-os csip

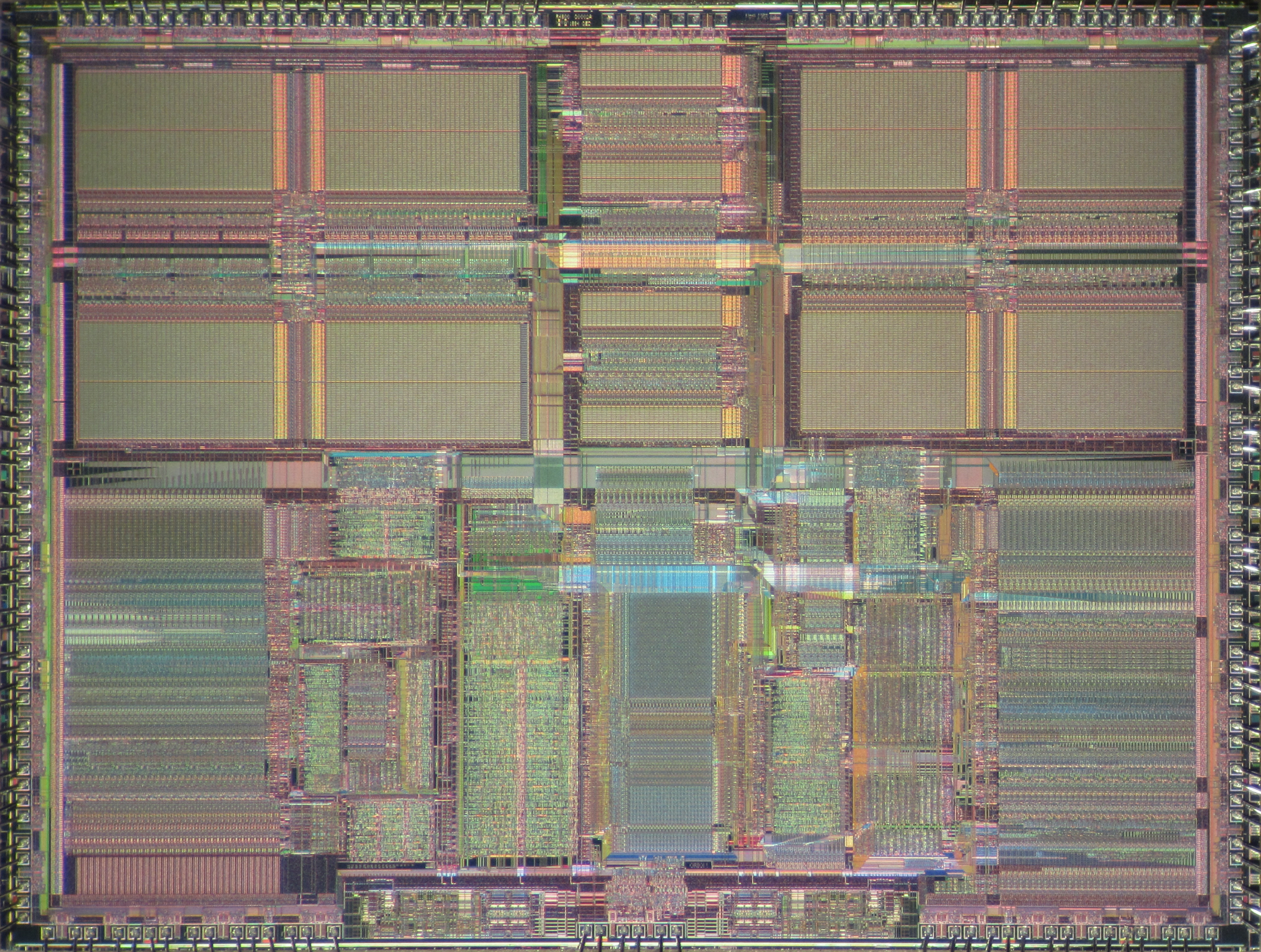
IDT R4600 lapka fotója

Az R4600, kódnevén "Orion", a Quantum Effect Design (QED) által kifejlesztett mikroprocesszor, amely a teljesen 64 bites MIPS III utasításkészlet architektúrát (ISA) valósítja meg. Mivel a QED egy tervezőcég volt, amely nem gyártotta vagy értékesítette a terveit, az R4600 licencét először az Integrated Device Technology (IDT), később a Toshiba, majd az NKK kapta. Ezek a cégek gyártották a mikroprocesszort és forgalmazták. Az R4600-at alacsony kategóriás munkaállomásnak vagy csúcskategóriás beágyazott mikroprocesszornak tervezték. A felhasználók között volt a Silicon Graphics, Inc. (SGI), amely az Indy munkaállomásokba építette, és a DeskStation Technology, amely Windows NT munkaállomásokat épített ezzel a processzorral. Az R4600 nagyban hozzájárult az Indy sikeréhez, mivel jó fixpontos (integer) teljesítményt nyújtott versenyképes áron. A processzort a beágyazott rendszerek körében is felhasználták, például a jelentősebb felhasználók közül a Cisco Systems a hálózati útválasztóiban, a Canon pedig a nyomtatóiban.

## Történet
Az IDT volt az első cég, amely az R4600-at gyártotta és szállította. Az IDT 1993 augusztusában gyártotta az első csipeket. Az első 100 MHz-es eszközt 1993 októberében jelentették be. 1994 márciusában a CeBIT-en az IDT bejelentette egy 133 MHz-es alkatrész gyártását. Mindkettő 0,65 μm-es CMOS eljárással készült, és 5 V-os tápellátást igényelt. Az NKK 1994 közepén jelentette be saját R4600-as változatát, az NR4600-at. Az első NR4600-as egy 100 MHz-es alkatrész volt, amelyet 0,5 μm-es eljárással gyártottak, és 3,3 V-os tápegységet használt.

## Leírás
Az R4600 egyszerű felépítésű; ez egy skalár processzor, ciklusonként legfeljebb egy utasítás kiadására képes a fixpontos futószalagra vagy a lebegőpontos egységre (FPU). A fixpontos (integer) utasítások többsége egy ciklusos késleltetéssel és átviteli sebességgel rendelkezik, a szorzás és az osztás műveleteket kivéve. A 32 bites és 64 bites szorzások nyolc ciklusnyi késleltetéssel és hat ciklusos átbocsátási sebességgel rendelkeznek. Az osztás 32 bites egész számok esetén 32 ciklusos késleltetéssel és áteresztőképességgel rendelkezik, 64 bites egész számok esetén 61 ciklusos késleltetéssel és áteresztőképességgel.
Az FPU nem futószalagos – ezt a megoldást a csipterület, azaz a költségek csökkentése miatt választották. Ez a tulajdonság erősen korlátozta az R4600 lebegőpontos teljesítményét, de nem akadályozta sikerét alacsony kategóriás számítógépekben vagy beágyazott alkalmazásokban, ahol a fixpontos teljesítmény sokkal fontosabb. Az egyszeres és kétszeres pontosságú összeadások négy ciklusos késleltetéssel és átviteli sebességgel rendelkeznek. Az egyszeres és kétszeres pontosságú szorzás részben futószalagos, nyolc ciklusos késleltetéssel és hat ciklusos átviteli sebességgel rendelkezik. Az egyszeres pontosságú osztás késleltetése és áteresztőképessége 32, míg a kétszeres pontosságú osztás késleltetése és áteresztőképessége 61 ciklus. A négyzetgyökvonás késleltetése és átviteli sebessége egy ciklussal kisebb a megfelelő típusú osztó utasításokénál.
Az R4600 a fixpontos (integer) szorzás és osztás műveleteket is a lebegőpontos egységben hajtja végre, a lebegőpontos szorzás és osztások mellett.
Az R4600 16 KiB-os kétirányú csoport-asszociatív gyorsítótárral rendelkezik, külön az utasítások és az adatok számára. Támogatja az L2 gyorsítótárat, de annak vezérlésére nincs benne lapkára integrált hardver, tehát külső logikát igényel, legyen az egyedi alkalmazásspecifikus integrált áramkör (ASIC) vagy lapkakészlet a gyorsítótárhoz. A gyorsítótár a SysAD sínen helyezkedik el, és meg van osztva a külső interfésszel. A SysAD sín 64 bit széles, és akár 50 MHz-es órajelen is működhet, ami maximálisan 400 MB/s sávszélességet biztosít. Az R4600 külső interfésze nem támogatja a többprocesszoros feldolgozást (multiprocesszálást). Az R4600-nak három külső órajelre van szüksége a különböző órajelek előállításához.

## R4650 és R4640

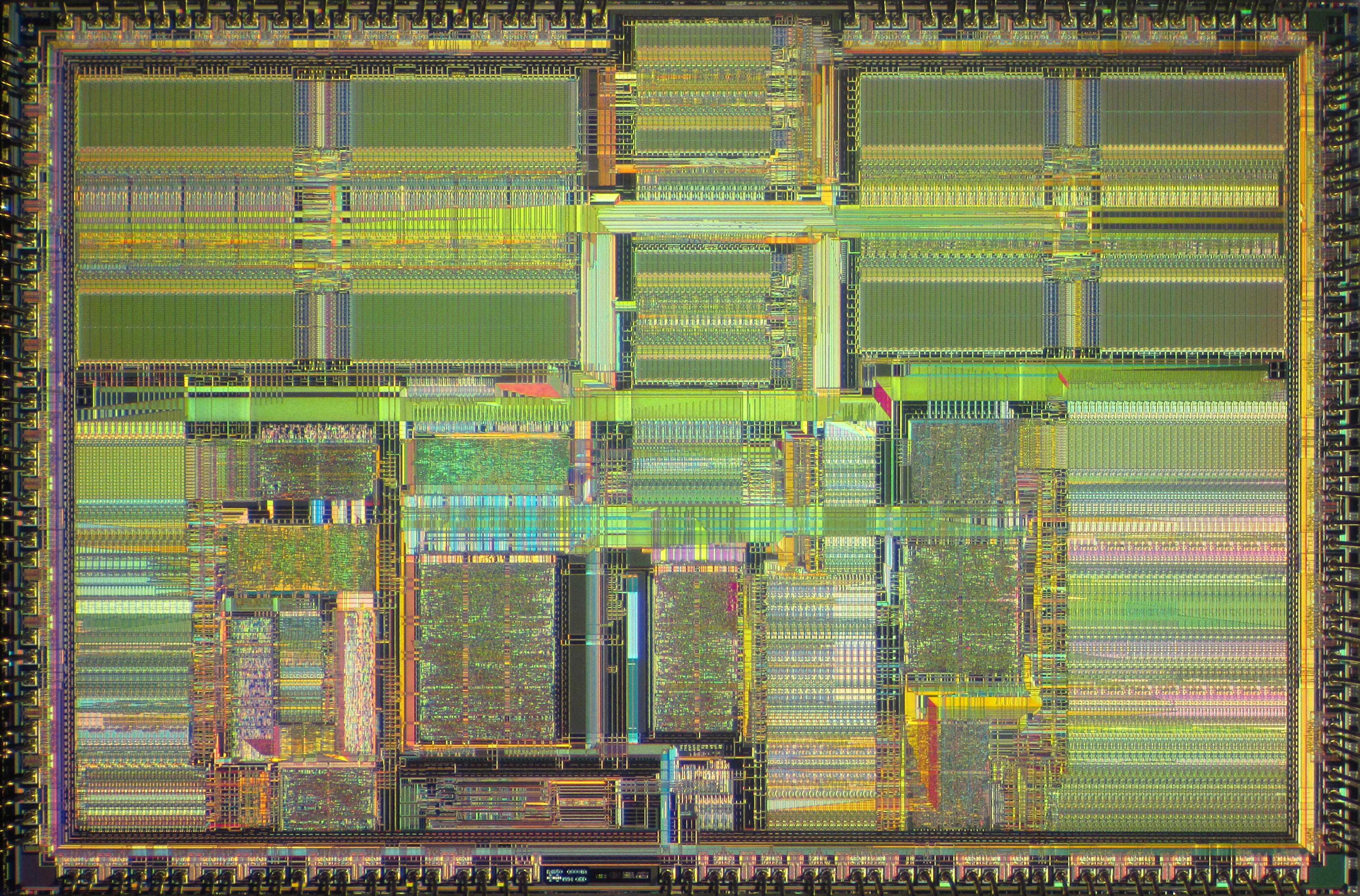
IDT R4650 lapka mikrofotója

Az R4650 az 1994. október 19-én bejelentett R4600 származéka. Egyedi utasításokkal rendelkezett a fixpontos digitális jelfeldolgozó (DSP) alkalmazások teljesítményének javítására. Az R4640-et, az R4650 egy olcsóbb változatát, 1995. november 27-én jelentették be. Ebben 64 bites helyett 32 bites külső interfészt alkalmaztak. 1997. szeptember 16-án mindkét mikroprocesszor 150 és 180 MHz-es változatát is bemutatták. A 150 és 180 MHz-es R4640-es processzorok ára 30, illetve 39 dollár volt, 10 000-es darabszám mellett. A 150 és 180 MHz-es R4650-es processzorok ára 60, illetve 74 dollár volt, ugyanolyan kondíciókkal. Az R4650 133 és 167 MHz-es órajelű változatban is kapható volt. Ezeket a Namco által gyártott néhány arcade játékokban használták (például a Time Crisis II -ben, amely a Namco System 23 hardverén fut). Az R4640-et a WebTV Networks használta a WebTV Plus vékony kliensben.

## R4700

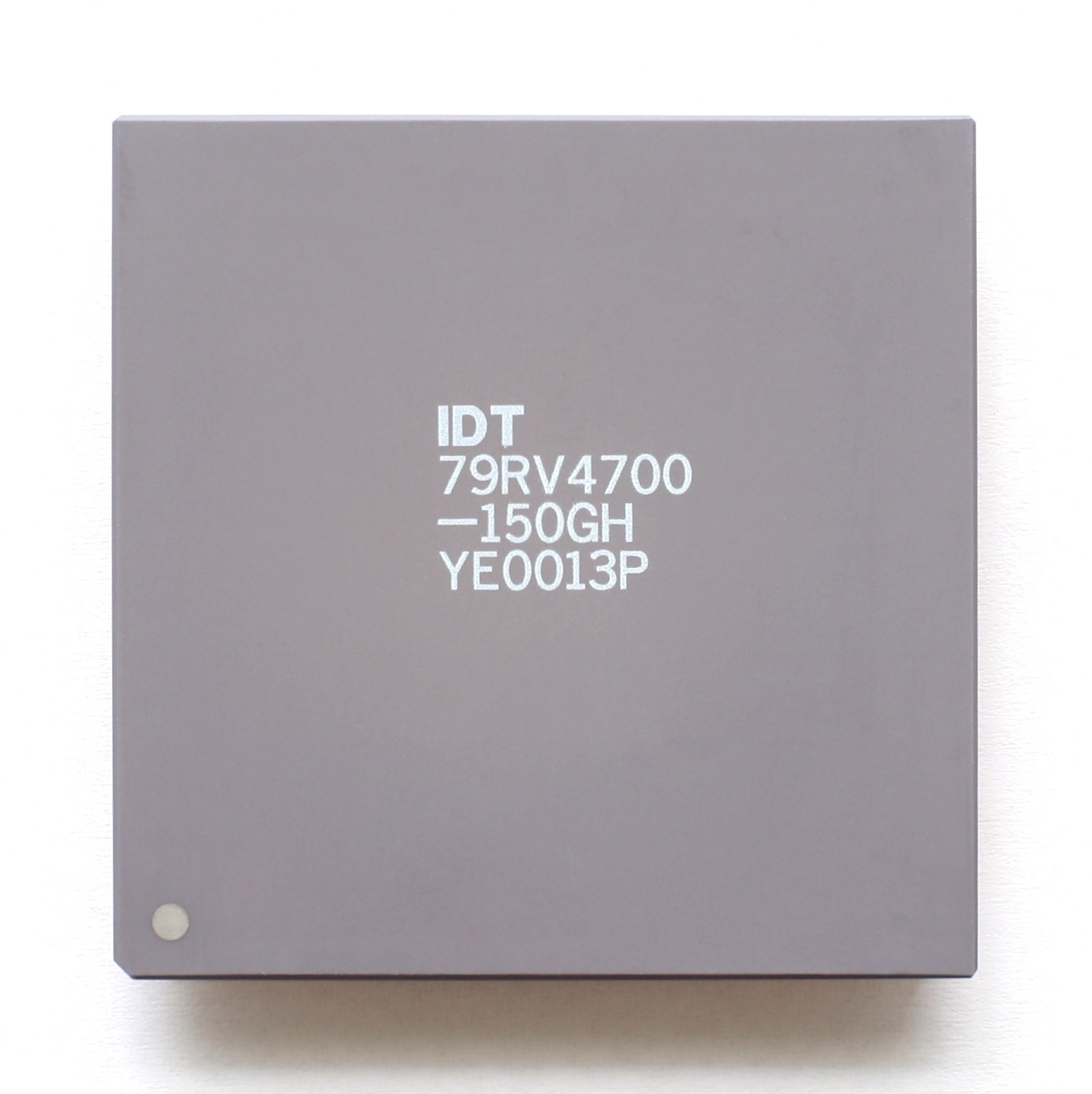
Egy IDT R4700-as csip

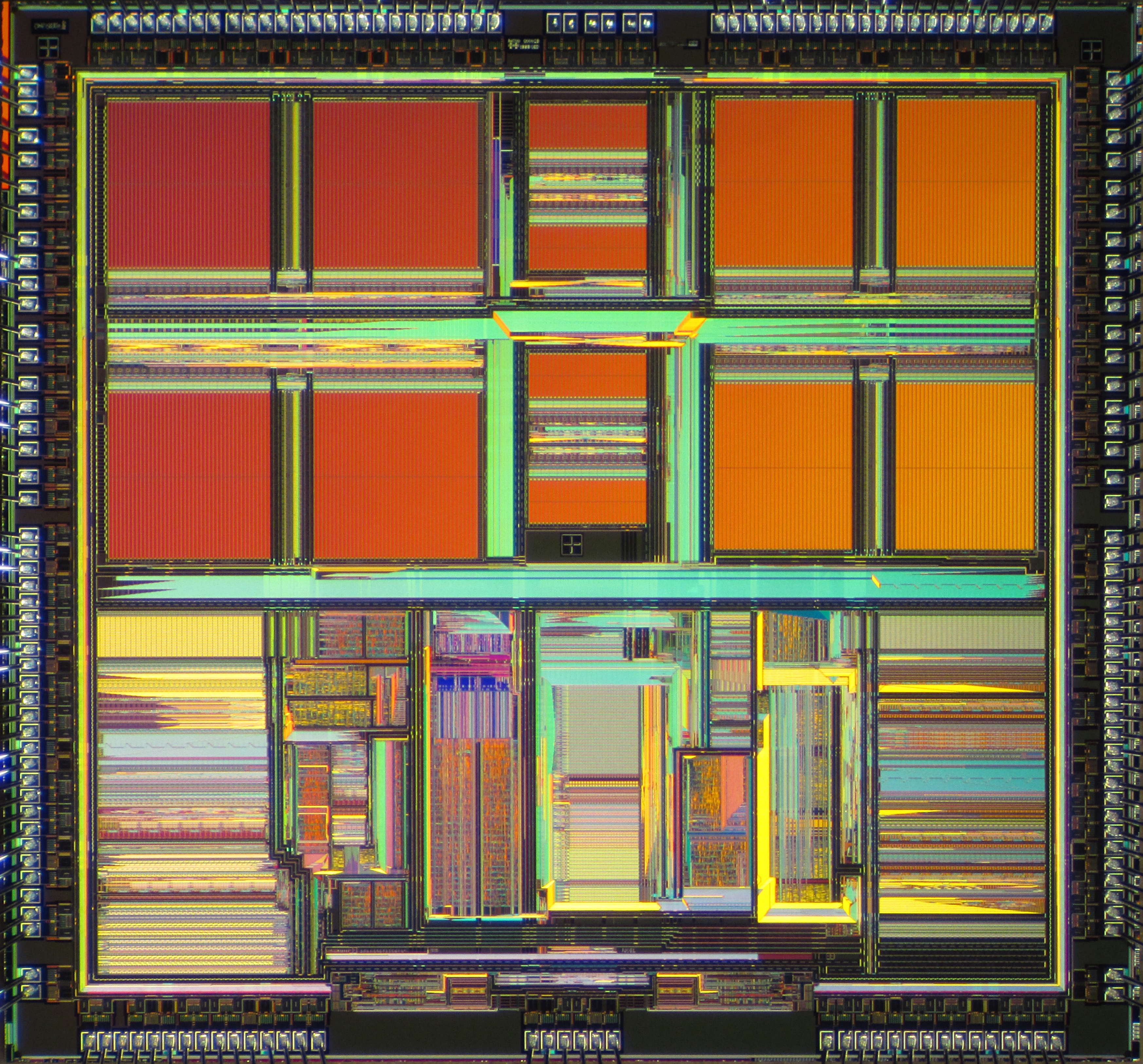
IDT R4700 lapka fotója

Az R4700, mely az „Orion” kódnevet is megkapta, az R4600 származéka, amelyet 0,5µm-es (másként 500 nanométeres) CMOS folyamatra ültettek át (portoltak). Az R4700-est 100, 133, 150, 175 és 200 MHz-es változatokban forgalmazták.

## Fordítás
Ez a szócikk részben vagy egészben  a   R4600 című angol Wikipédia-szócikk ezen változatának fordításán alapul.  Az eredeti cikk szerkesztőit annak laptörténete sorolja fel. Ez a jelzés csupán a megfogalmazás eredetét és a szerzői jogokat jelzi, nem szolgál a cikkben szereplő információk forrásmegjelöléseként.